# Taltemsen
Taltemsen (en chleuh : « ⵜⴰⵍⵜⵎⵙⵏ », taltmsn) est un village amazighe au cœur de l'Anti-Atlas au Jbel Kest, culminant à 2 359 m d'altitude, et avec une population d'environ 55 personnes et 14 ménages, selon le Recensement général de la population et de l'habitat de 2004.
Taltemsen fait partie des tribus Isaguen Aït Souab, commune Aouguenz.

## Étymologie
L'origine du terme « Taltemsen » reste encore un mystère. Certains[Qui ?] disent que ce terme serait plutôt composé de « Talat (ⵜⴰⵍⴰⵜ) » qui signifie « Source d'eau », Quant à « msen » serai une description de l'eau, On dit « Aman msyn (Eau tiède) ».

## Géographie
Taltemsen est situé à Aouguenz, province de Chtouka-Aït Baha, région Souss-Massa, au Maroc, à 120 km au sud d'Agadir et 50 km au nord de Tafraout.

## Habitants

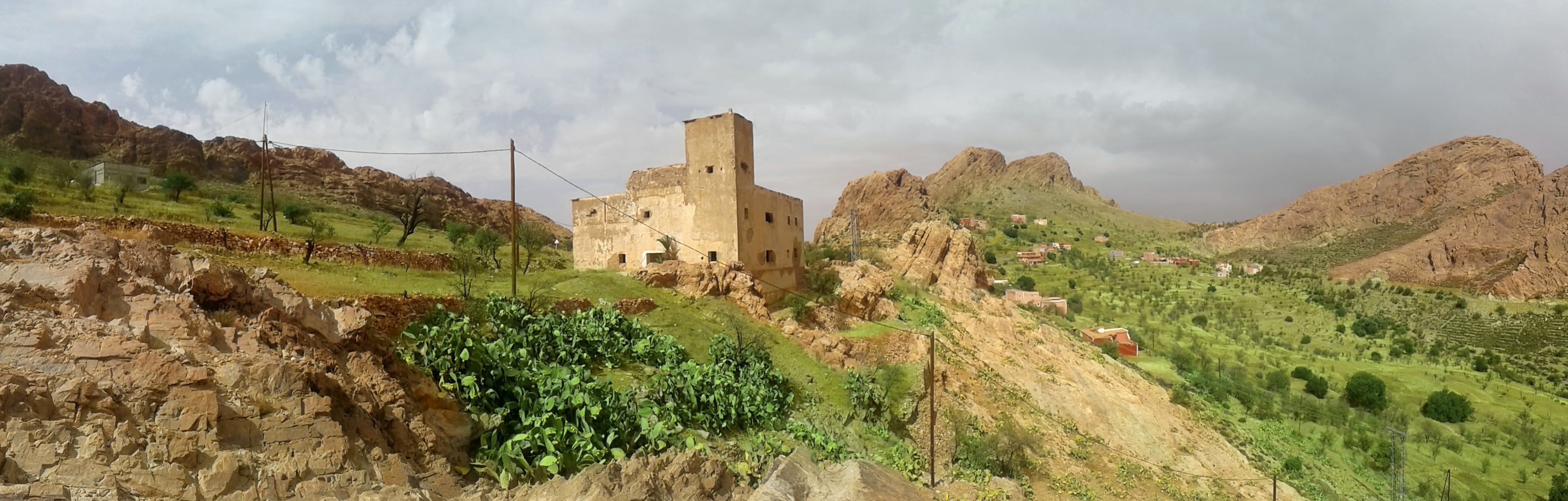
Au milieu de l'image, La résidence du Caid Elmadani a Taltemsen lors de la colonisation française, fut transformée en école vers 1954. Actuellement elle tombe en ruine

La majorité des habitants de Taltemsen immigrent vers les villes du royaume. Ils sont présents à Agadir, Marrakech, Casablanca, Rabat, Kénitra..., une minorité à l'étranger notamment aux États-Unis et en France.
Le village est presque désert en hiver. Les habitants s'y occupaient de la culture, principalement des céréales (le blé) dans des champs en terrasses et des potages à côté des points d'eau, mais ces activités ont diminué à cause de la sécheresse et de l'introduction du sanglier dans la région.

## Fêtes
À côté des fêtes nationales et religieuses Ait Taltemsen (Les habitants du village) fêtent aussi :

### Idernanes
Sorte de crêpes arrosées de miel et d'amlou jadis accompagnés de moules séchées. Idernanes sont fêtés deux fois par an le premier jeudi de février et de mars. La fête dure trois jours ; chacun selon ses moyens reçoit et traite de son mieux les enfants et les invités.

### Assifd
Pour souhaiter une bonne année agricole, les jeunes du village simulent un mariage où la mariée est représentée par une poupée qu'on emmène en cortège et en chantant jusqu'à ce qu'ils arrivent au pied d'une montagne où on la dépose dans un trou avec des offrandes constituées de figues séchées, d'amandes et des épis d'orge. Puis ils s'en retournent de ce lieu en courant jusqu'à ce qu'ils parviennent à la place principale du village où ils chanteront.

### Isswaben
Sorte de carnaval où les gens se déguisent ; font le porte à porte improvisant des scènes comiques pour donner de la joie aux gens.

### Lmâarifs
Repas collectif généralement à base de couscous et de viande à l'ombre d'un grand kharoubier ou bien à côté de la mosquée ou bien au marabout sidi Moussou Brahim qui se trouve au sommet d'une montagne.
- Lmâarouf ntiyiguiwines marque la fin du labour,
- Lmâarouf ndoutkida pour célébrer la fin de l'année agricole,
- Lmâarouf nsidi moussou brahim, célébrer par les habitants du village, Ait Tagdicht (habitants du village Tagdicht), Ait Ibnaoun (habitants du village Ibnaoun) et Ait Immi ntghzout (habitants du village Immi ntghzout) la troisième semaine du mois d'août.

### L'année amazigh
Elle est fêtée le 13 janvier. Ce jour (en amazigh Assegas Amazigh), les jeunes du village se rendent en cortège aux côtés d'un rocher bien précis dit tarial, l'un d'eux se propose pour frapper trois coups au creux du rocher, ensuite il met son oreille pour écouter l'écho à partir duquel on connaîtra le sort de l'année agricole.

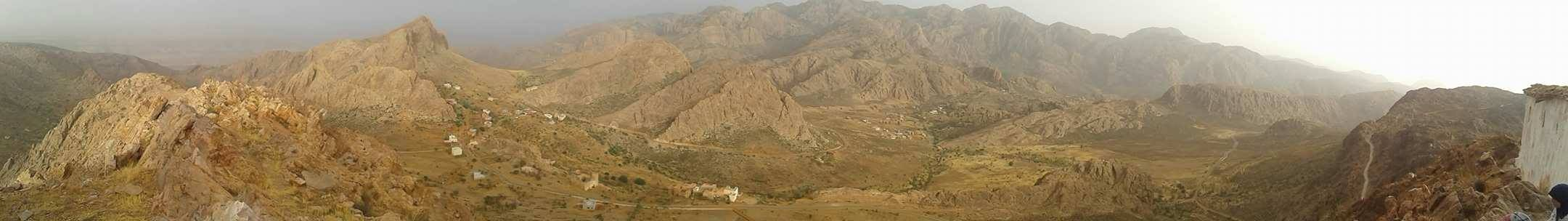
Vue de l'Anti-Atlas et de Taltemsen depuis la montagne Chigh.